# Königsleiten
Königsleiten is een Oostenrijks Alpendorpje in Pinzgau in het Salzburger Land, vlak bij Krimml. 

## Kenmerken
Het dorp ligt op de Königsleiten, een berg met een top van 2315 meter hoog. Het dorp zelf ligt op zo'n 1600 meter hoogte. Het dorp heeft ook een aantal kabelbanen ten behoeve van de wintersport. Dit skigebied staat beter bekend als de Zillertal Arena. 
In 1965 woonden er strikt genomen nog geen mensen op deze plaats, alleen 's zomers leefden er enkele mensen. Toen in 1970 het aantal toeristen steeg, vestigden zich er circa 70 personen. De afgelopen jaren werden, in het bijzonder in het zuidoostelijke deel, nieuwbouwwoningen gebouwd, waardoor er tegenwoordig ruimte is voor circa 5000 mensen.

## Bezienswaardigheden
Dichtbij ligt het stuwmeer Speicher Durlaßoden.

## Cultuur

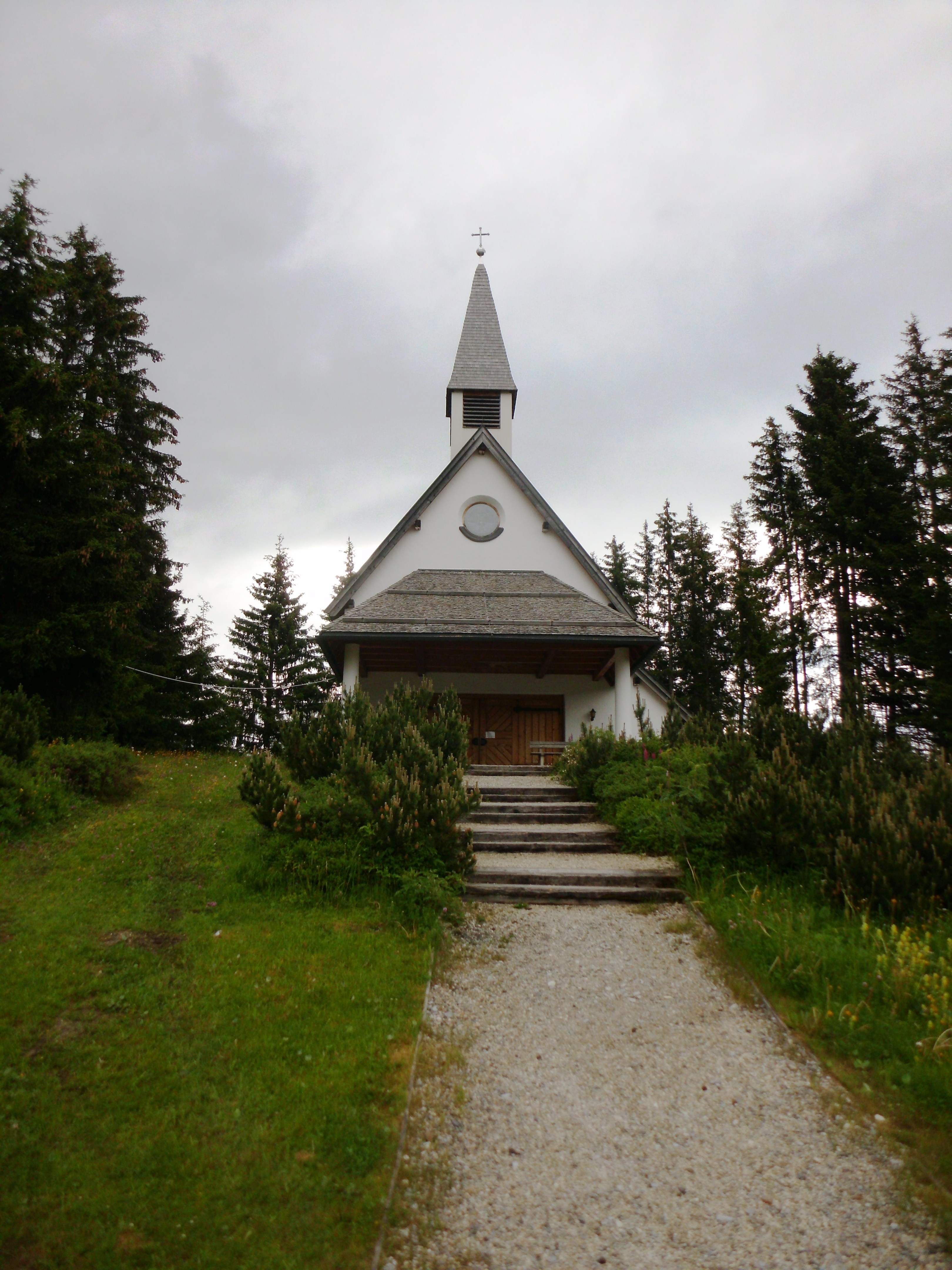
Capel Christus Koning in Königsleiten
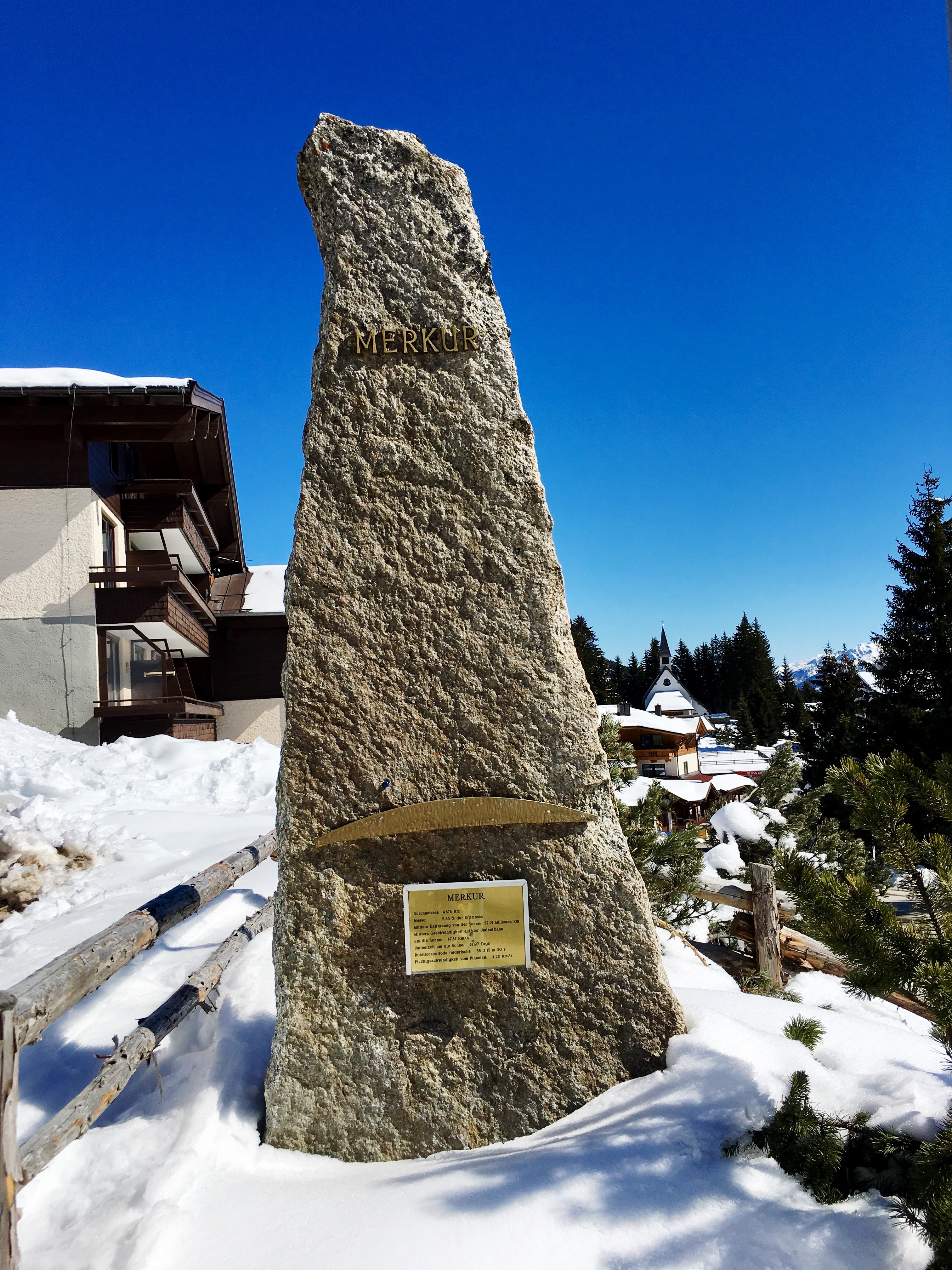
Planetaire weg in Königsleiten
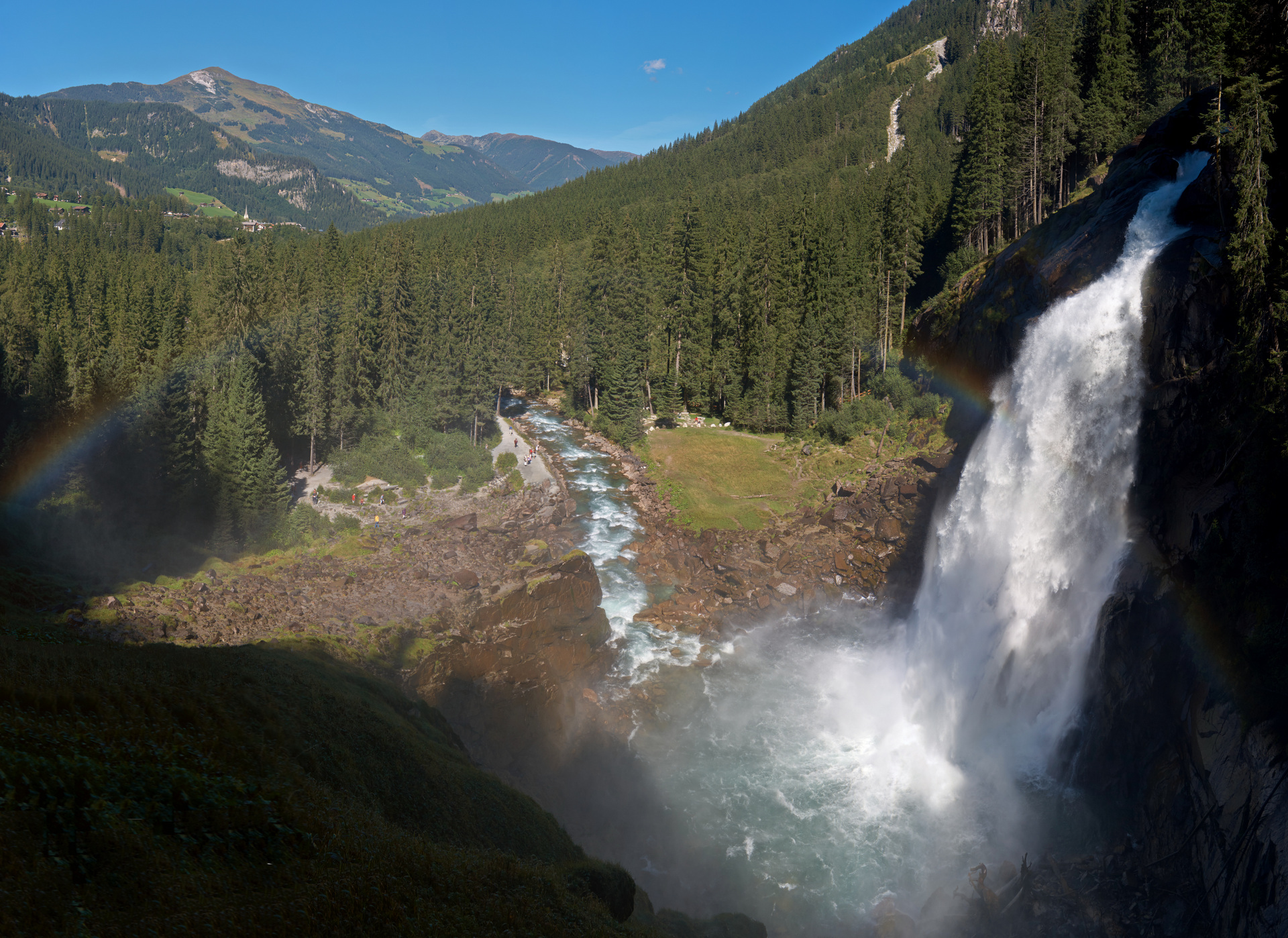
Krimmler waterval in Krimml
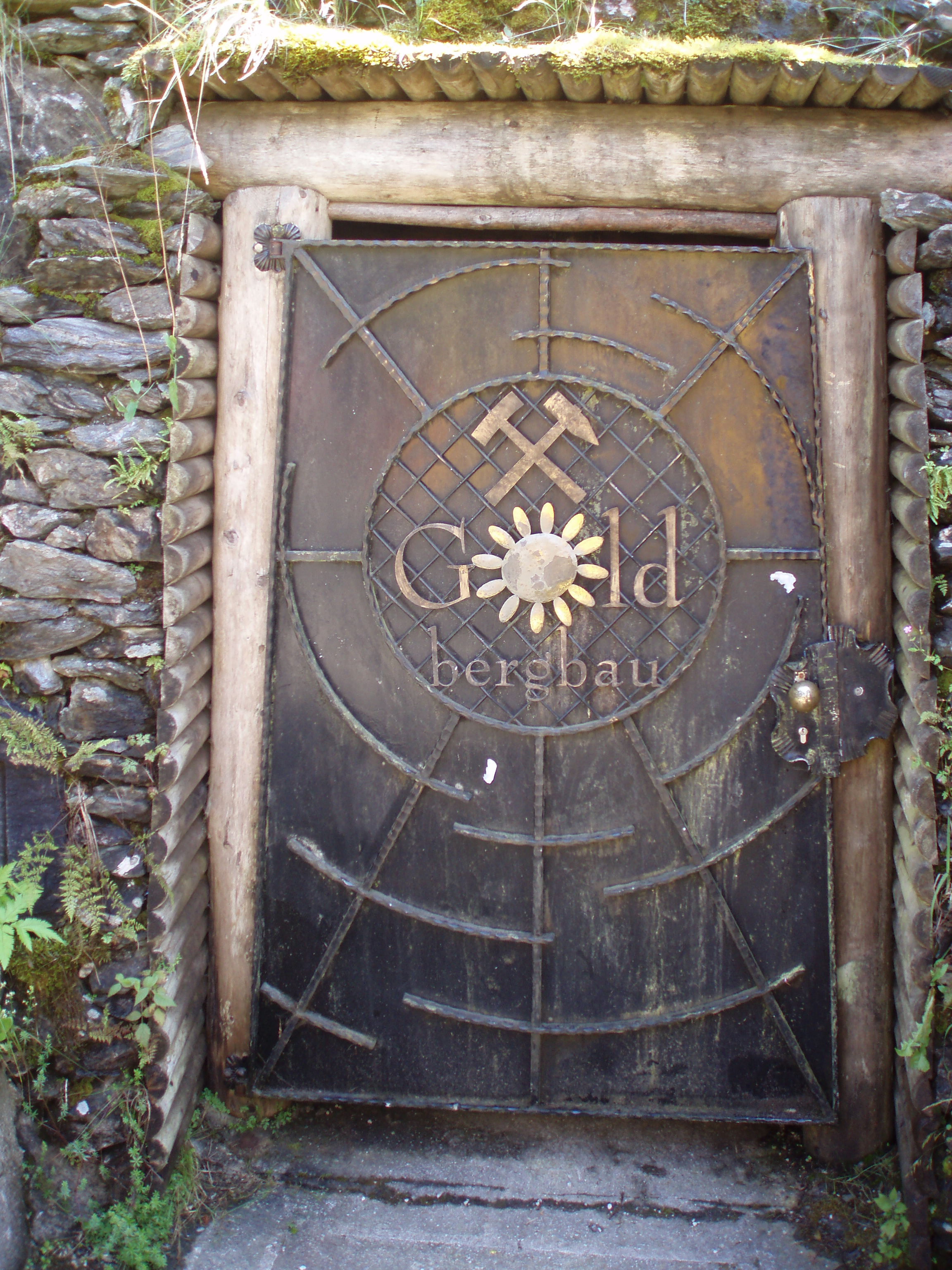
Goudwinning in Hainzenberg

## Galerij

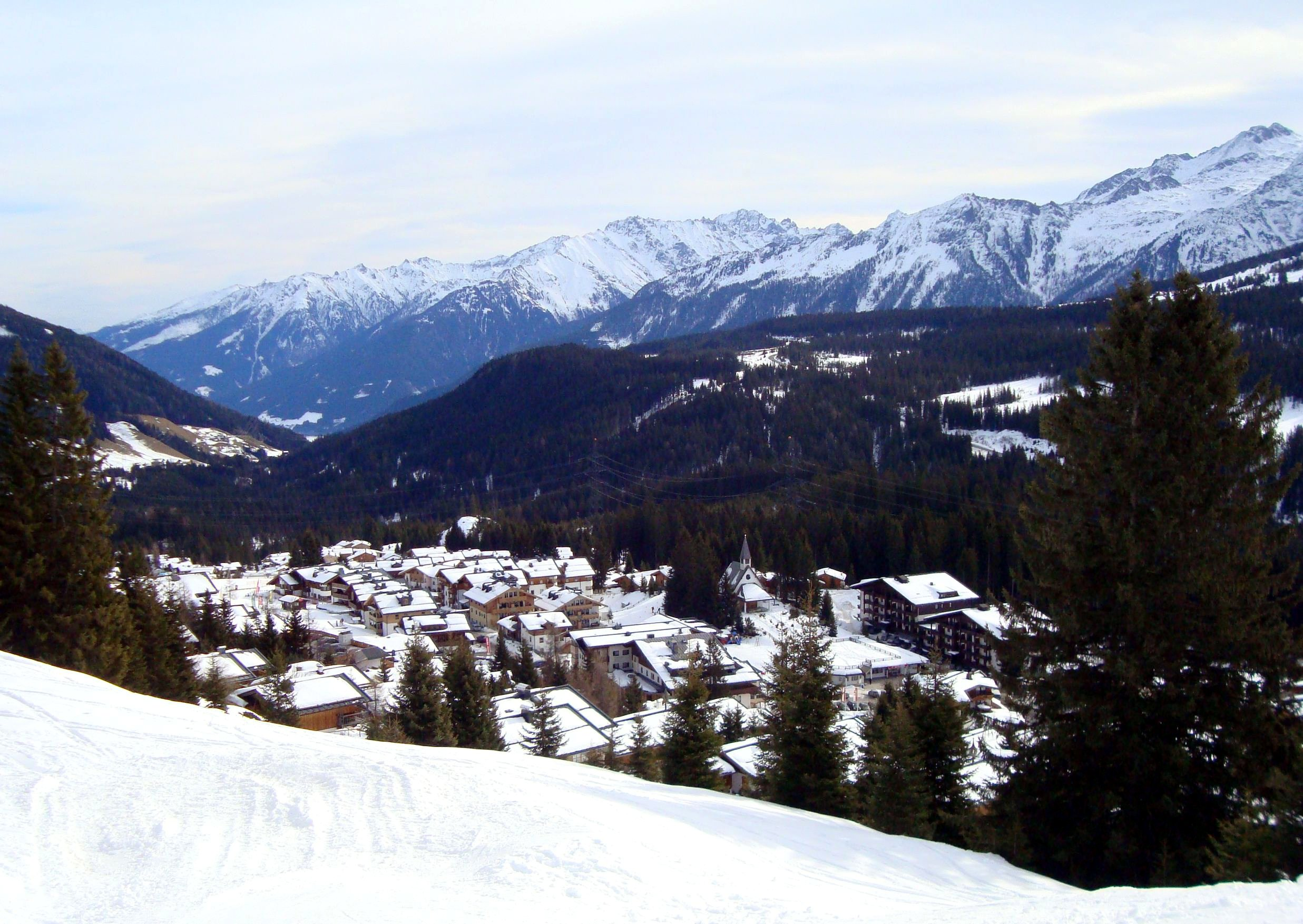
Uitzicht op Königsleiten
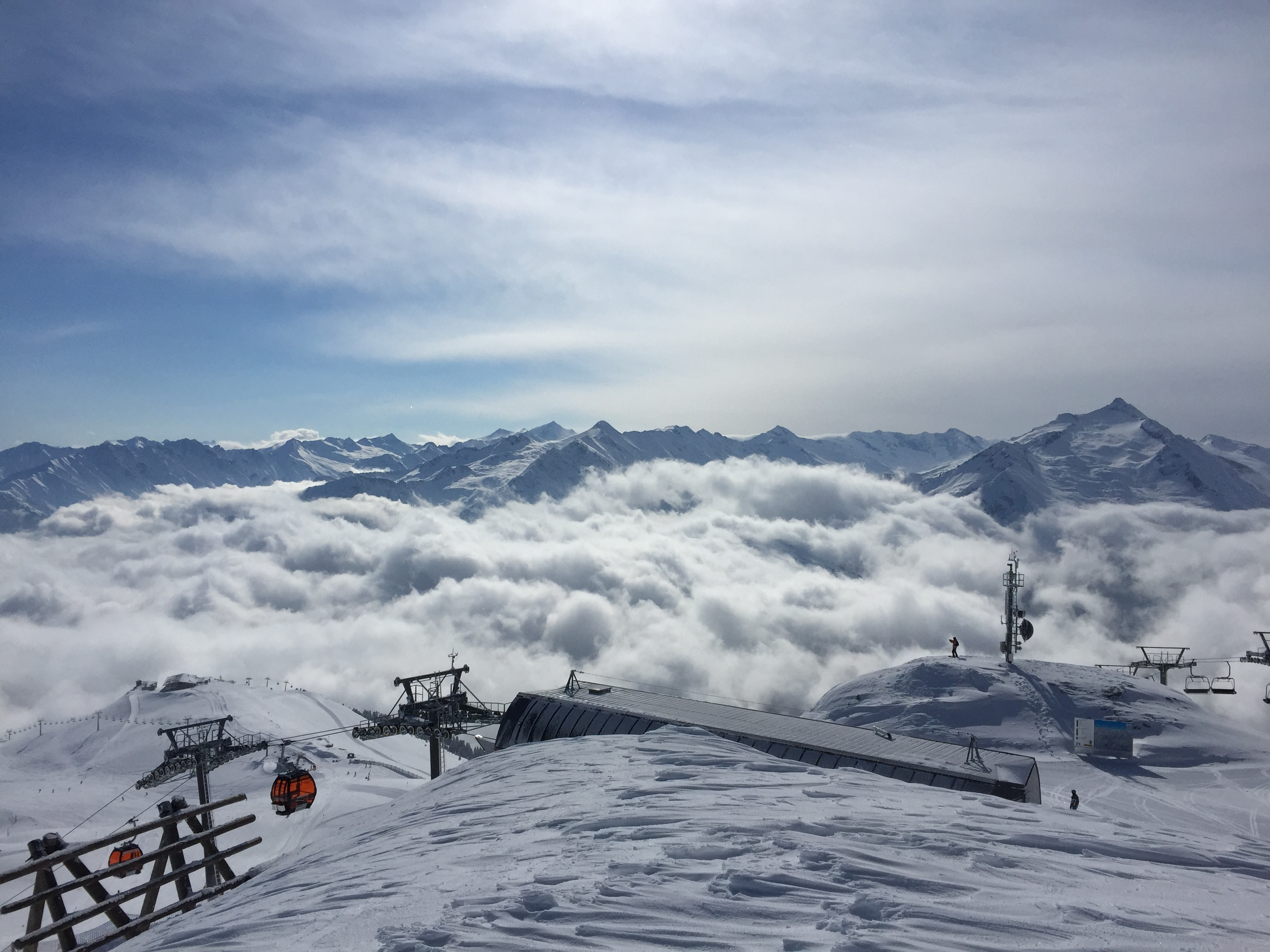
Skiën
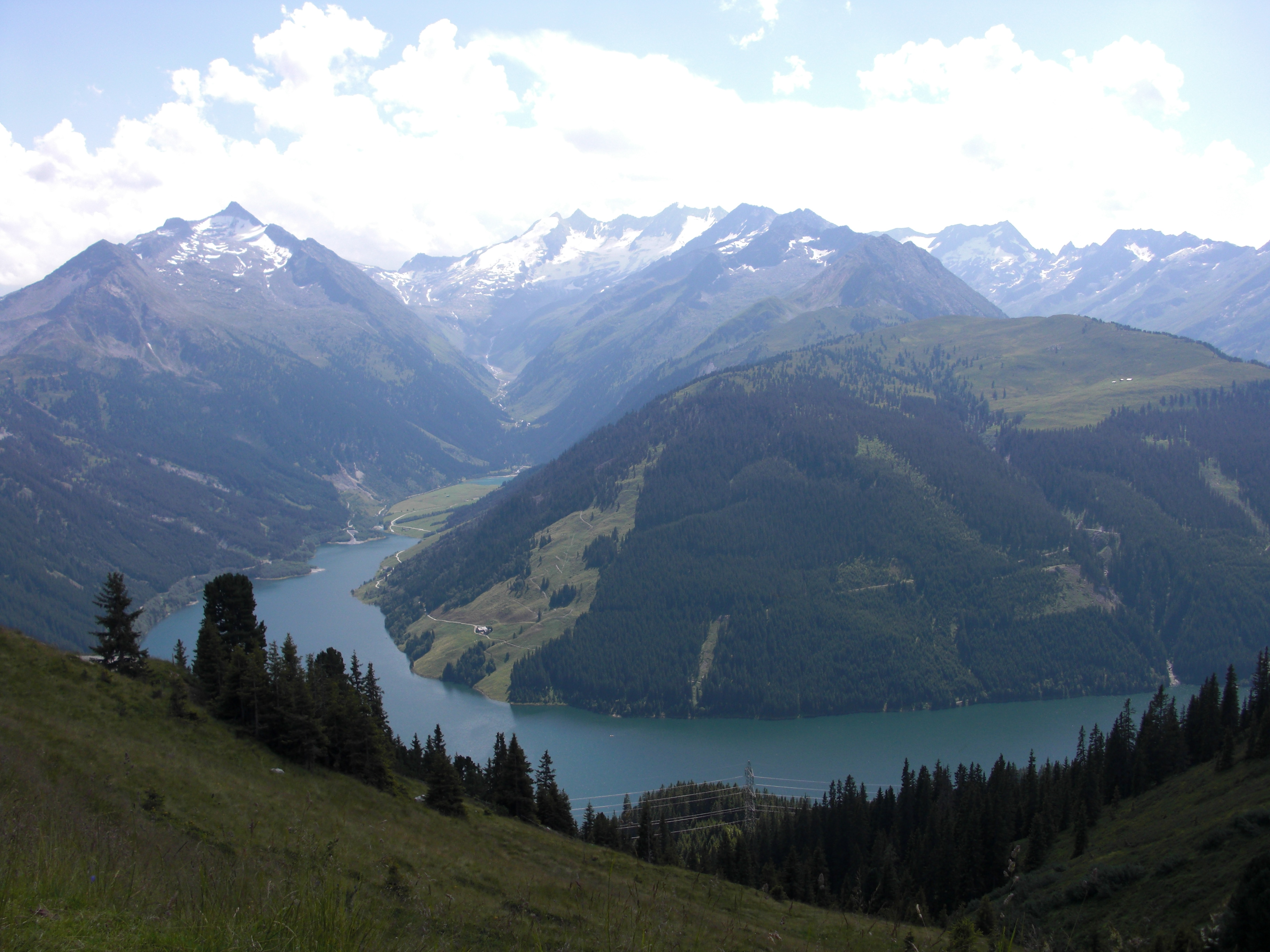
Zicht op het reservoir

## Verkeer
Bereikbaar via de Gerlos Bundesstraße 165.